# زغال‌خزنده‌سانان
زغال‌خزنده‌سانان (نام علمی: Anthracosauria) نام یک راسته از کلاد خزنده‌شکلان است.